# Districtul Bátonyterenye
Bátonyterenye (în maghiară Bátonyterenyei járás) este un district în județul Nógrád, Ungaria.
Districtul are o suprafață de 215,45 km2 și o populație de 21.590 locuitori (2013).